# Ênio Rodrigues
Ênio Rodrigues, właśc. Énio Antônio Rodrigues da Silva (ur. 10 listopada 1930 w Porto Alegre; zm. 2 lutego 2001) − piłkarz brazylijski, występujący na pozycji ofensywnego pomocnika.

## Kariera klubowa
Karierę piłkarską Ênio Rodrigues rozpoczął w klubie Força e Luz Porto Alegre w 1950 roku. W latach 1950–1954 grał w Renner Porto Alegre. Ostatnim jego klubem w karierze było Grêmio Porto Alegre, gdzie grał w latach 1954-1961. Z Grêmio sześciokrotnie zdobył mistrzostwo stanu Rio Grande do Sul – Campeonato Gaúcho w 1954, 1956, 1957, 1958, 1959, 1960 roku.

## Kariera reprezentacyjna
W reprezentacji Brazylii Ênio Rodrigues zadebiutował 1 marca 1956 w wygranym 2-1 meczu z reprezentacją Chile podczas Mistrzostw Panamerykańskich, które Brazylia wygrała. Na turnieju w Meksyku wystąpił w pięciu meczach z Chile, Peru, Kostaryką i Argentyną. Cztery lata później ponownie wystąpił w Mistrzostwach Panamerykańskich, na których Brazylia zajęła drugie miejsce. Na turnieju w Kostaryce wystąpił w dwóch meczach z Meksykiem i Kostaryką, który był jego ostatnim meczem w reprezentacji.